# Jacob Cohen
Jacob Cohen (20 de abril de 1923 - 20 de janeiro de 1998) foi um psicólogo e estatístico norte-americano mais conhecido por seu trabalho sobre potência estatística e tamanho do efeito, que ajudou a estabelecer as bases para a meta-análise estatística atual e os métodos da estimativa estatística. Ele deu seu nome a medidas como kappa de Cohen, d de Cohen e h de Cohen.

## Análise de potência e teste de significância
Além de ser um defensor da análise de potência e tamanho do efeito, Cohen foi um crítico da confiança e falta de compreensão dos procedimentos de teste de significância usados em estatísticas, especialmente mal-entendidos de teste de significância de hipótese nula. Em particular, ele identificou a "interpretação errônea quase universal de p como a probabilidade de H0 ser falsa, a interpretação errônea de que seu complemento é a probabilidade de replicação bem-sucedida e a suposição equivocada de que, se alguém rejeitar H0, afirma-se assim a teoria que levou para o teste". Em vez disso, ele encorajou o reconhecimento de estudos únicos como exploratórios e a confiança na replicação para apoio.

## Carreira
Graduado pelo City College, ele recebeu seu doutorado em psicologia clínica na Universidade de Nova York em 1950. Entre 1959 e sua aposentadoria em 1993, Cohen trabalhou no departamento de psicologia da Universidade de Nova York, posteriormente como chefe do grupo de psicologia quantitativa.
Ele foi premiado com o Distinguished Lifetime Achievement Award pela American Psychological Association em 1997 e foi membro da American Association for the Advancement of Science, da American Psychological Association e da American Statistical Association.

## Trabalhos selecionados
Abaixo estão listadas algumas das obras de Cohen. Quando vários autores estão presentes, os nomes completos são usados para facilitar a busca do leitor por outros trabalhos desses autores.
- Jacob Cohen (1960), «A coefficient of agreement for nominal scales», Educational and Psychological Measurement, 20 (1): 37–46, doi:10.1177/001316446002000104
- Jacob Cohen (outubro de 1968), «Weighted kappa: Nominal scale agreement provision for scaled disagreement or partial credit», Psychological Bulletin, 70 (4): 213–220, PMID 19673146, doi:10.1037/h0026256
- Jacob Cohen (1968), «Multiple regression as a general data-analytic system» (PDF), Psychological Bulletin, 70 (6): 426–443, doi:10.1037/h0026714, consultado em 11 de julho de 2010
- Jacob Cohen (1988), Statistical Power Analysis for the Behavioral Sciences, ISBN 978-0-8058-0283-2 2nd ed. , New Jersey: Lawrence Erlbaum Associates, consultado em 10 de julho de 2010
- Jacob Cohen (1992), «A power primer» (PDF), Psychological Bulletin, 112 (1): 155–159, PMID 19565683, doi:10.1037/0033-2909.112.1.155, consultado em 10 de julho de 2010, cópia arquivada (PDF) em 20 de julho de 2011
- Jacob Cohen (junho de 1992), «Statistical power analysis» (PDF), Current Directions in Psychological Science, 1 (3): 98–101, doi:10.1111/1467-8721.ep10768783, consultado em 10 de julho de 2010
- Jacob Cohen (dezembro de 1994), «The Earth is round (p < .05)» (PDF), American Psychologist, 49 (12): 997–1003, doi:10.1037/0003-066x.49.12.997, consultado em 11 de julho de 2010, cópia arquivada (PDF) em 20 de janeiro de 2012
- Patricia Cohen; Jacob Cohen (1996), Life Values and Adolescent Mental Health, ISBN 978-0-8058-1774-4, New Jersey: Lawrence Erlbaum Associates, consultado em 10 de julho de 2010
- Michael Borenstein; Hannah Rothstein; Jacob Cohen; David Schoenfeld; Jesse Berliln; Edward Lakatos (2001), Power and Precision: A computer program for statistical power analysis and confidence intervals, ISBN 978-0-9709662-0-9, Englewood, New Jersey: Biostat, Inc, consultado em 10 de julho de 2010
- Jacob Cohen; Patricia Cohen; Stephen G. West; Leona S. Aiken (2003), Applied Multiple Regression/Correlation Analysis for the Behavioral Sciences, ISBN 978-0-8058-2223-6 3rd ed. , New Jersey: Lawrence Erlbaum Associates, consultado em 10 de julho de 2010